# Reuben Morgan
Reuben Morgan är pastor, lovsångsledare och sångskrivare i Hillsong church i Sydney, Australien. 2005, släpptes hans första solo-CD, "World Through Your Eyes" .